# Дулчешть (Нямц)
Дулчешть, Дулчешті (рум. Dulcești) — село у повіті Нямц в Румунії. Входить до складу комуни Дулчешть.
Село розташоване на відстані 286 км на північ від Бухареста, 31 км на схід від П'ятра-Нямца, 64 км на захід від Ясс.

## Населення
За даними перепису населення 2002 року у селі проживали 1099 осіб, усі — румуни. Усі жителі села рідною мовою назвали румунську.